# Шлях Карліто
Шлях Карліто (англ. Carlito's Way) — американська кримінальна драма 1993 року.

## Сюжет
1975 рік Нью-Йорк. Наркоділок Карліто Бріганте виходить з в'язниці після п'ятирічного ув'язнення. Карліто хоче покінчити зі своїм злочинним минулим і почати чесне життя. Він планує накопичити грошей, виїхати на Багами разом з коханою жінкою і відкрити фірму по прокату автомобілів. Однак кримінальне минуле і прохання близького друга, адвоката Клейнфілда, що вплутався в небезпечну авантюру, нестримно тягнуть Карліто до загибелі.

## У ролях
| Актор               | Роль              |
| ------------------- | ----------------- |
| Аль Пачіно          | Карліто           |
| Шон Пенн            | Клейнфілд         |
| Пенелопа Енн Міллер | Гейл              |
| Джон Легуізамо      | Бенні Бланко      |
| Інгрід Роджерс      | Стеффі            |
| Луїс Гузман         | Пачанга           |
| Джеймс Ребхорн      | Норволк           |
| Джозеф Сіраво       | Вінні Тагліалуччі |
| Вігго Мортенсен     | Лейлін            |
| Річард Форонжі      | Піт Амадессо      |
| Хорхе Порсель       | Сасо (Рон)        |
| Френк Мінуччі       | Тоні Тагліалуччі  |
| Адріан Пасдар       | Френкі            |
| Джон Ортіс          | Гуахіра           |
| Анхель Салазар      | Вальберто         |
| Ел Ізраел           | Роландо           |
| Рік Авілес          | Quisqueya         |
| Хайме Санчес        | Руді              |
| Едмонті Сальвато    | Джо Батталья      |
| Пол Мазурські       | суддя Файнштейн   |